# Mamounata Basga Velegda
 (janvier 2023).
Mamounata Basga Velegda, née en 1958 à Bonnessin, est une femme d'affaires burkinabè spécialisée dans l'agrobusiness. Elle est l'ancienne présidente de la chambre de commerce de la région du Centre-Est du Burkina Faso. 

## Biographie

### Enfance
Mamounata Basga naît en 1958 à Bonnessin dans la province du Kouritenga. Elle est l’aînée d’une famille de cultivateurs de onze enfants dont sept garçons et quatre filles. C'est une autodidacte dont le père a préféré inscrire ses frères à l’école plutôt qu’elle. Elle était obligée de rester à la maison pour les travaux domestiques. Les conditions précaires de vie de sa maman la révolte. Elle décide de faire de petits commerces, notamment la vente de galettes, pour lui venir en aide. De vendeuse de galettes, Mamounata est considérée comme l'une des femmes les plus riches du Burkina,,.

### Carrière
Elle lance son commerce en 1980 à Ouagadougou où elle vend des galettes dans les rues. Son fonds de roulement se chiffre à 300F CFA. Plus tard, elle étend son activité vers d'autres commerces tels que la vente de farine de maïs et les grains de noix de karité qui constitue sa principale activité. Avec plus  d'une trentaine de salariés et environ 500 emplois indirects, elle est considérée comme  l'une des plus grandes opératrices économiques du Burkina. En 2016, la chambre du commerce et des industries du Burkina Faso (CCIBF) la classe première dans le top 10 des femmes aux chiffres d'affaires les plus élevés de l'économie burkinabè.  Mamounata Velegda a occupé le poste de présidente de la chambre de commerce de la région du Centre-Est et de l'Est en 2013,.

## Distinctions
2018: Chevalier de l'ordre de l'Étalon

## Vie privée
Mamounata Basga Velegda est mère de 4 enfants.  